# حداثة فيينا

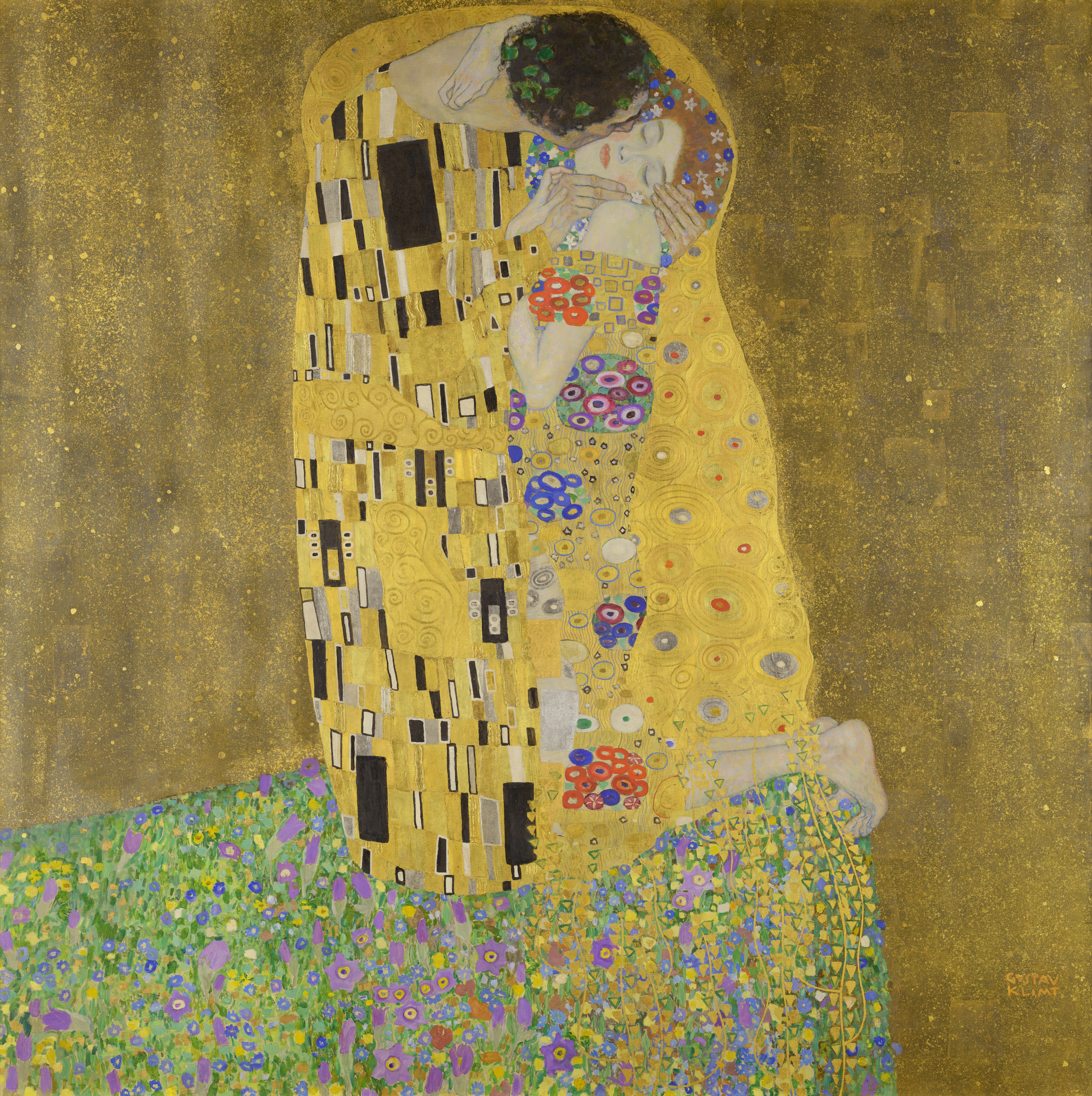
القبلة (غوستاف كليمت ، 1907–1908)

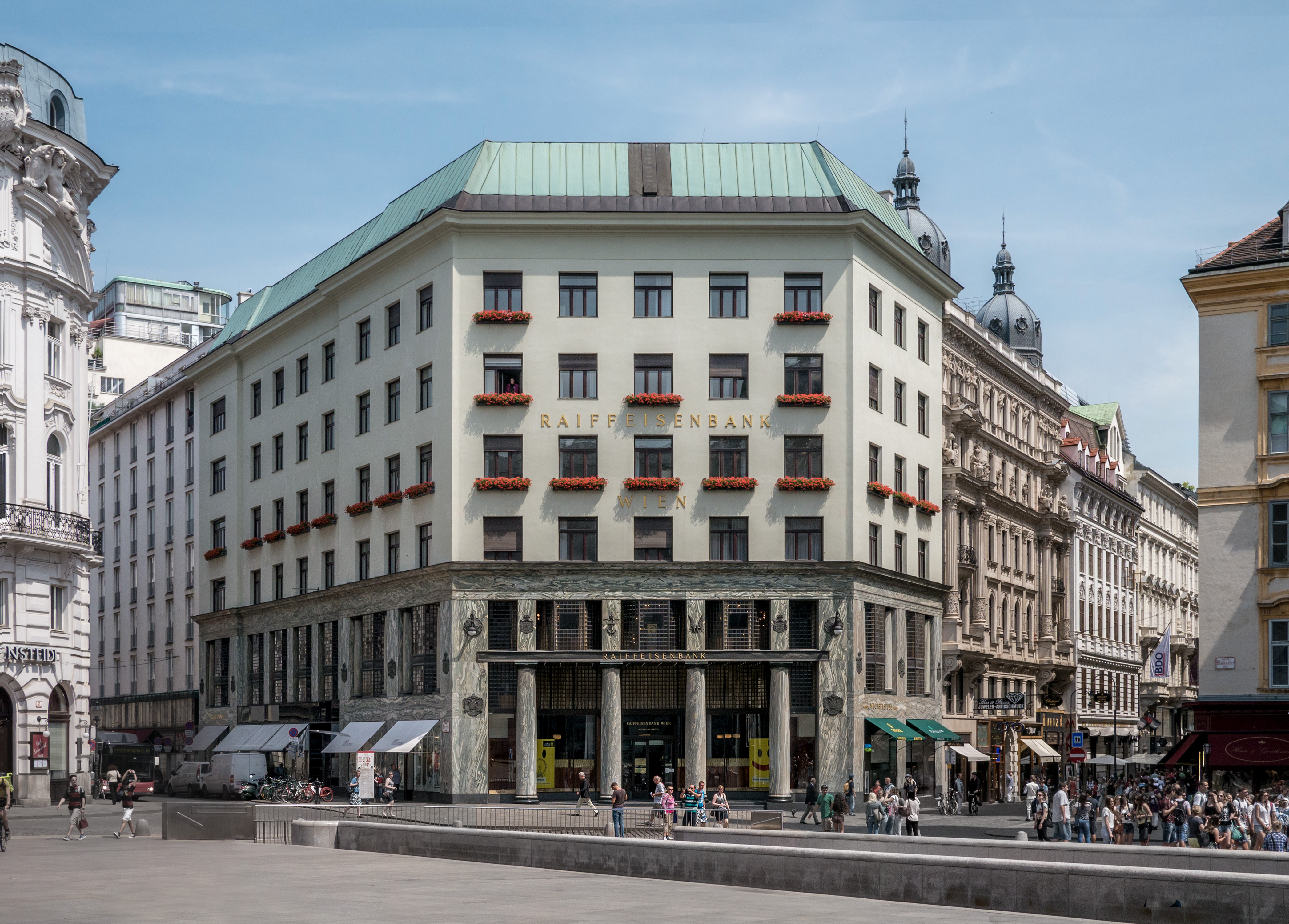
مبنى "بيت لوس" من تصميم المعماري Adolf Loos (1909)

حداثة فيينا أو الحداثة الفييناوية تعريف للحياة الثقافية في العاصمة النمساوية فييتا في مطلع القرن العشرين (من حوالي 1890 إلى 1910) قبل الحرب العالمية الأولى وانهيار الإمبراطورية النمساوية المجرية الذي تلاها. كان هناك ازدهار كبير في الفلسفة والرسم والعمارة والموسيقى والأدب، وكذلك في علوم الرياضيات والطب والاقتصاد والقانون. يستخدم في وصفها كذلك مصطلح "فيينا حوالي عام 1900" أو فيينا 1900"..
ظهرت الحداثة الفييناوية تيارا معاكسا للنزعة الطبيعانية وتهدف إلى مواجهة أسسها القائمة على تصوير الطبيعة كما هي بمفهوم «الفن من أجل الفن» (بالفرنسية: L'art pour l’art)‏. والنتيجة هي تكتل أساليب متأثرة بالتيارات المتنوعة والمتناقضة أحيانًا التي ظهرت في أوروبا نهاية القرن التاسع عشر. كانت مراكز الحداثة الهامة باريس وبرلين وسانت بطرسبرغ وميلانو، فيما بدأ الاكتشاف والبحث الأكاديمي العالمي في الحداثة الفييناوية سبعينيات القرن العشرين.

## الخلفيات والتأثيرات
بلغت امبراطورية النمسا-المجر الملكية الكاثوليكية المحافظة مرحلتها العليا والأخيرة تحت حكم الإمبراطور فرانز جوزيف الأول. وفي ظل انتقال بطيء نسبيا إلى التصنيع، وتحت حكم جهاز إداري ضخم وتجاذبات عرقية وقومية تقترب من ذروتها، ظهرت في مراكز الإمبراطورية (فيينا، بودابست، براغ، تريستا، زغرب، إلخ) إنجازات فكرية وفنية وآراء ومناهج علمية متميزة في عدة مجالات ومتناقضة في كثير من الأحيان. تحولت العاصمة فيينا التي بلغ عدد سكانها حوالي العام 1900 أكثر من مليونيّ نسمة إلى بوتقة صهر تجمعت فيها النخب الفكرية والاقتصادية من مختلف ثقافات أوروبا الوسطى.
تميّزت الحياة السياسية في فيينا بمخاض أسفرت عنه تيارات سياسية مختلفة، فتظهرت الاشتراكية الديمقراطية (فيكتور أدلر) والصهيونية (تيودور هرتزل) والمدرسة الماركسية النمساوية (أوتو باور)، كما تحولت اللاسامية المعلنة إلى إستراتيجية سياسية اعترف باستخدامها رئيس بلدية فيينا كارل لويجر. في عام 1914 كان 9٪ من مواطني فيينا من اليهود وكان لديهم حصة كبيرة فمن الإنجازات الفنية والعلمية والثقاقية، وكان جزء مهم من رواد الحداثة الفييناوية، مثل كارل كراوس وآرثر شنيتزلر وغوستاف مالر وأرنولد شونبيرج وألفريد بولغار من أصول يهودية.
في بيئة من الأبهة والتقدم المحافظ يتوجه الفنانون، بخلاف فناني النزعة الطبيعية، إلى الداخلية والنفسية، ويتعلق الأمر بتشريح الأنا. يصف إرنست ماخ الذات بأنها «من غير الممكن تخليصها». لا تعود العلاقة بين الأنا والمجتمع، والأنا والعالم مبررة بعقلانية، بل تظهر على الحدود بين الحلم والواقع، بين الوعي والشعور. بالنسبة لمعاصري تلك الفترة تعبّر غالبا «الحالة المزاجية» عن أكثر مما يمكن قوله بمصطلحات.
جرى استيراد الأفكار من خلال العلاقات الشخصية المباشرة بين الأفراد الطليعيين، ولعبت أعمال فريدريك نيتشه وريتشارد فاغنر دورًا مهمًا في الخطاب العام. كان الناقد والأديب هيرمان بار يتنقل باستمرار بين برلين وفيينا، وبالتالي كان عرضة للتغيير المستمر بفعل التواصل مع الأفكار االمتجددة، فكان في البداية فاجنريًا ومن أتباع بسمارك، ثم ماركسيًا، فطبعانيا فرمزيا، وبعدها تعبيريًا وأخيراً كاثوليكيًا محافظًا. كان عام 1897 عامًا حاسمًا لتنفيذ الأفكار الجديدة للحداثة الفييناوية في مواجهة التاريخانية في العمارة والأدب مع تأسيس ما عرف بحركة الانفصال الفيييناوية (بالألمانية السيسييون). كذلك ظل المهندس المعماري طيلة حياته الفنية Adolf Loos معجبًا ومتأثثرا بفترة بإقامته في الولايات المتحدة الأمريكية بين عامي 1893 و1896، خاصة في شيكاغو ونيويورك.

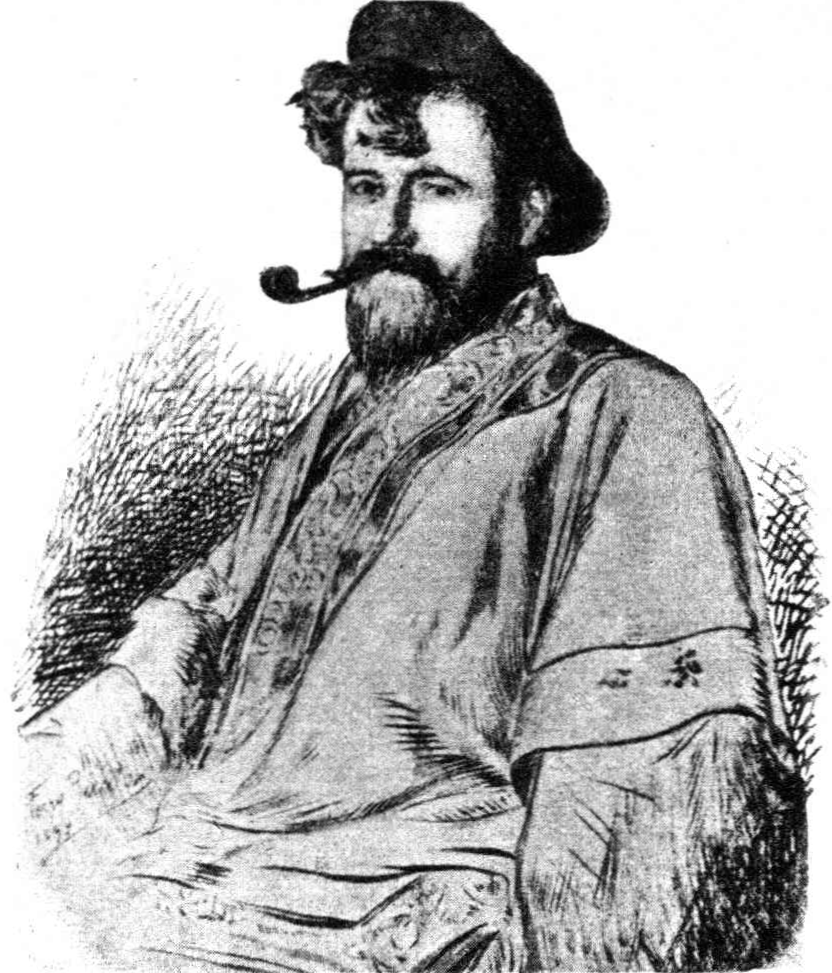
هيرمان بحر ، من أبرز أدباء المقاهي الفييناوية، بريشة فيري بيراتون، 1893

## أسماء في الفلسفة وعلم النفس والعلوم الاجتماعية والطبيعية
برز إيرنست ماخ فيلسوفا وفيزيائيا ومنظّرا علميا، فيما قدم لودفيج فيتجنشتاين مساهمات كبيرة في الفلسفة التحليلية وفلسفة اللغة، وبرز كذلك فلاسفة آخرون مثل لودفيج بولتزمان وفرانز برينتانو ورودولف كارناب وإدموند هوسرل وأليكسيوس مينونج وكارل بوبر وموريتز شليك.
في مجال عم القانون برز هانز كيلسن وأنتون مينجر، وفي الاقتصاد يوجين فون بوم-بافيرك وفريدريك فون هايك وكارل مينجر ولودفيج فون ميزس وجوزيف شومبيتر.
أحدث سيغموند فرويد ثورة في علم النفس بتأسيسه التحليل النفسي، وفي عام 1899 نشر كتابه الشهير «تفسير الأحلام».
برز بين علماء الرياضيات كيرت جودل وهانز هان وكارل مينجر وريتشارد فون ميزس.

## الفنون البصرية
تركز الإبداع الفني في في مجموعتي حركة الانفصالالمذكورة أعلاه و"ورشات فيينا (بالألمانية: Wiener Werkstätte).
أما الرسامون الثلاثة الأكثر شهرة عالمية فهم غوستاف كليمت (الفن الجديدـ، يوغند ستيل) وإيغون شيله وأوسكار كوكوشكا (الفن التعبيري).
في مجال العمارة ساد كل من أوتو فاغنر وأدولف لوس. نشر أوتو فاجنر عام 1895 كتابا بعنوان الهندسة المعمارية الحديثة أعلن فيه انتهاء عصر وهيمنة الطراز التاريخاني (خاصة المباني الموجودة في شارع رينجشتراسه الرئيس في فيينا التي تغلب عليها الأساليب اليونانية والرومانية والباروكية الجديدة)، علما بأن فاغنر لم يكن يعرف مصطلح «الحداثة» بعد، بل يتحدث فقط ضرورة تكيف الهندسة المعمارية مع التقدم التقني.

## الأدب

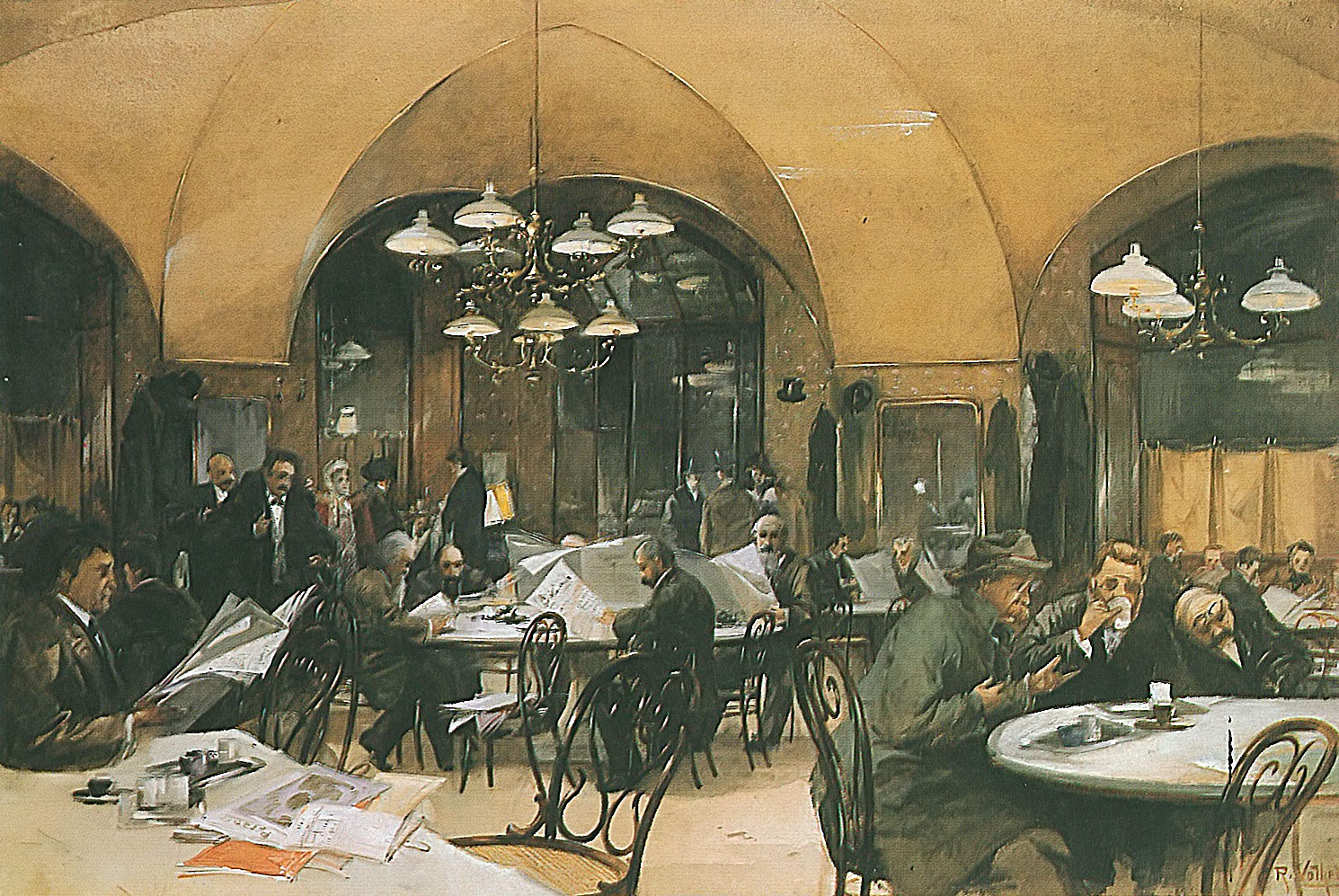
مقهى غراينشتادل 1896

في المجال الأدبي يُذكر تجمع فيينا الفتاة (بالألمانية: Jung-Wien)‏ حول هيرمان بار وهوغو فون هوفمانستال وآرثر شنيتزلر وبيتر ألتنبرغ في مقهى جرينشتيدل. تحول المقهى في فيينا إلى مؤسسة ثقافية وصار المرء يتحدث عن أدب المقاهي. وصار المقهى للكثير من الكتاب بمثابة منزل ثان وفيه تُكتب ملاحق ثقافية ومقالات عرضية تظهر احيانا في شكل أجزاء فقط، فعلى سبيل المثال يطلق ألتنبرغ على أعماله «مقتطفات من الحياة».
المقاهي الأدبية الأخرى كانت مقهى السنترال (بالألمانية: Café Centra) ومقهى المتحف (بالألمانية: Café Museum) وكلاهما مازل موجودا، ومقهى هيرنهوف (بالألمانية: Café Herrenhof) الذي زال اليوم. هناك التقى نجوم الوسط الأدبي، مثل بروش هيرمان وأنطون كوه وفريدريش توربيرج وألفريد بولجار وإيغون فريدل وجورج تراكل وجوزيف روث وروبرت موسيل.

## الموسيقى
الملحنون البارزون في تلك الفترة هم ألبان بيرج ويوهانس برامز وأنتون بروكنر وجوستاف مالر وأرنولد شونبيرج وأنتون فون ويبرن وهوجو وولف.